# 북부피그미생쥐
북부피그미생쥐(Baiomys taylori)는 비단털쥐과에 속하는 설치류의 일종이다. 멕시코와 미국에서 발견된다.